# Sudetendeutsche

Fahne der sudetendeutschen Volksgruppe

Sudetendeutsche ist eine alternative Bezeichnung der Deutschböhmen, Deutschmährer und Deutschschlesier. Sie wurde 1902/03 vom Publizisten Franz Jesser für die deutschsprachige Bevölkerung in den Ländern der böhmischen Krone geprägt. Der Begriff setzte sich rasch durch, nachdem diese nach dem Ersten Weltkrieg und durch den Vertrag von Saint-Germain 1920 zu Bürgern der Tschechoslowakei geworden waren und deren Behörden die Verwendung der Begriffe „Deutschböhmen“, „Deutschmährer“ und „Deutschschlesier“ untersagten. Sudetendeutsche wurde nun zum politischen Sammelbegriff für alle im deutschen Sprachraum der böhmischen, mährischen und schlesischen Grenzgebiete der Tschechoslowakei lebenden Deutschen. Seit 1945 ist der Begriff auch mit den aus der Tschechoslowakei vertriebenen Deutschen und mit ihren Interessenverbänden Sudetendeutsche Landsmannschaft in Deutschland bzw. in Österreich verbunden.

## Begriffsgeschichte und Begriffskontroverse

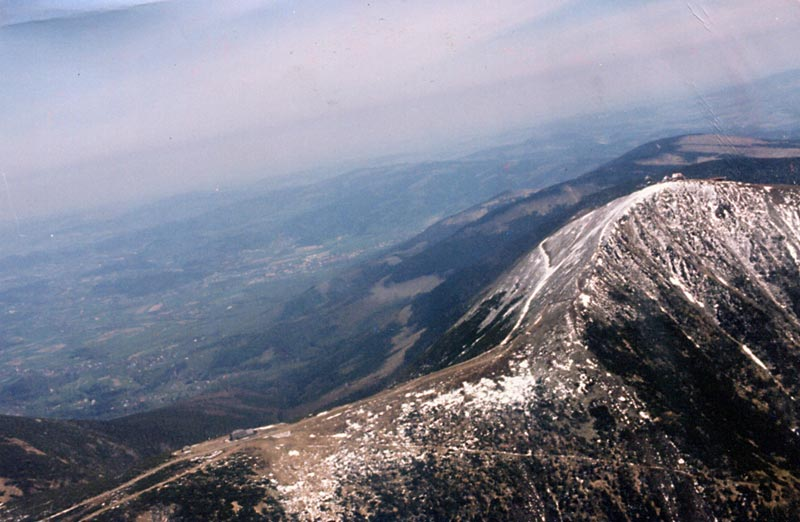
Die Sudeten: der Hauptkamm des Riesengebirges mit Blick auf die Schneekoppe (Luftaufnahme aus ca. 300 m Höhe)

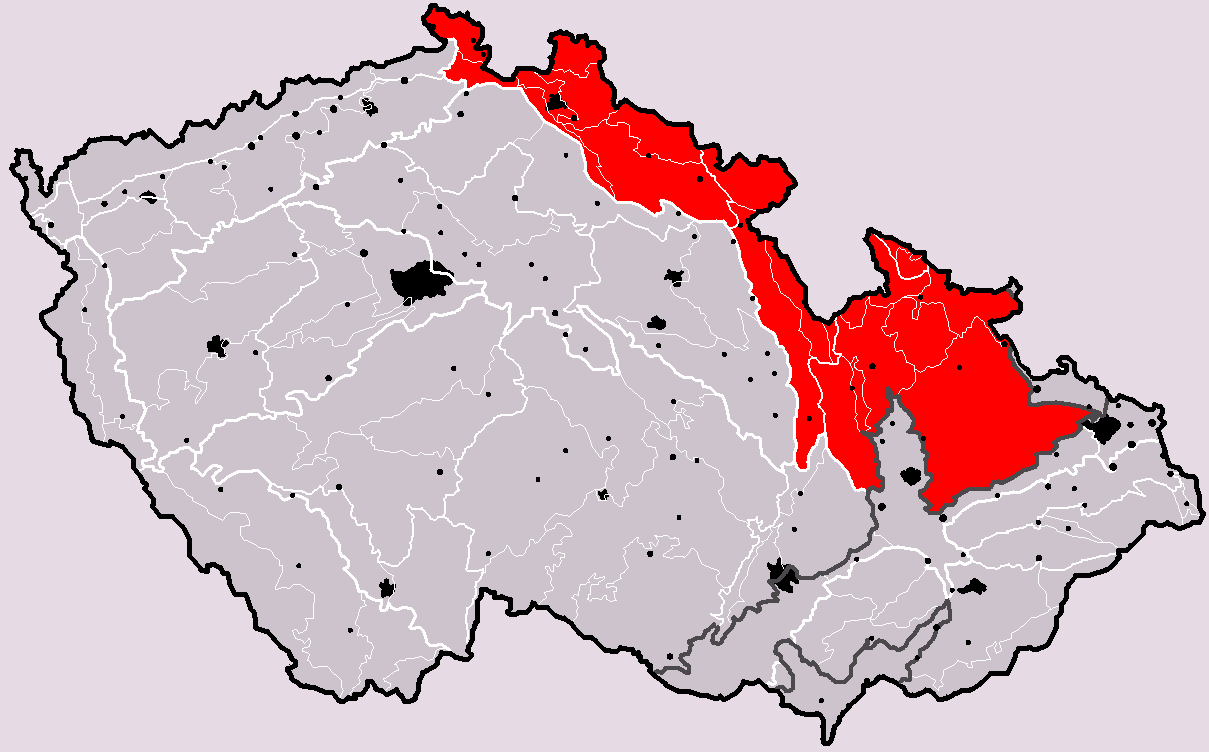

Die Bezeichnung „Sudetendeutsche“ als Sammelbezeichnung der deutschen Bevölkerung Böhmens, Mährens und Österreichisch-Schlesiens wurde wesentlich von dem deutschnationalen Publizisten, Volksbildner, Politiker, Historiker, Kulturgeographen und Volkskundler Franz Jesser (1869–1954) geprägt. Als Autor verwendete er den Begriff laut Johann Wolfgang Brügel erstmals 1902; sicher dokumentiert ist dieser aber in einem Artikel in der Prager Zeitschrift Der Deutsche Volksbote von 1903, in dem Jesser unter dem Titel Zweitheilung? die deutschsprachigen Bewohner der böhmischen Kronländer („Sudetendeutsche“) von den „Alpendeutschen“ des österreichischen Kerngebiets unterschied.
Zuvor hatte bereits der böhmische Naturforscher Josef Karl Eduard Hoser 1804 in einer Abhandlung über das Riesengebirge die „Sudetenbewohner“ als ethnischen Begriff benutzt. Der Wiener Ethnograph Joseph Vincenz Häufler bezeichnete 1848 in seiner Sprachenkarte der Österreichischen Monarchie einen „Sudeten-Stamm“, den er als „altdeutsche[n] Stamm im Riesengebirge, an den Sudeten, im Gesenke und im Braunauer Kuhländchen“ definierte. Die Deutschen auf der böhmischen Seite des Erzgebirges und am Böhmerwald zählte er hingegen zum „Frankenstamm“. Als Adjektiv fand „sudetendeutsch“ 1893 Eingang in einen Artikel in Engelbert Pernerstorfers politischer Zeitschrift Deutsche Worte, wo es bereits die Deutschen Böhmens, Mährens und Österreichisch-Schlesiens bezeichnete. Der Geograph Alfred Kirchhoff beschrieb in seiner Länderkunde von Europa 1899 „das zwar zusammenhängende, aber streifenartig entwickelte Territorium der Sudetendeutschen, das den ganzen Westen und Norden von Böhmen umzieht, und woran sich dann unmittelbar das deutsche Gebiet im nördlichen Mähren und im Troppauer Schlesien bis zur Oder anschließt“. Das deutsche Siedlungsgebiet in Südböhmen berücksichtigte er dabei nicht.

Sprachenkarte der Tschechoslowakei 1930

1918 geforderte Böhmische Gebiete Deutschösterreichs:

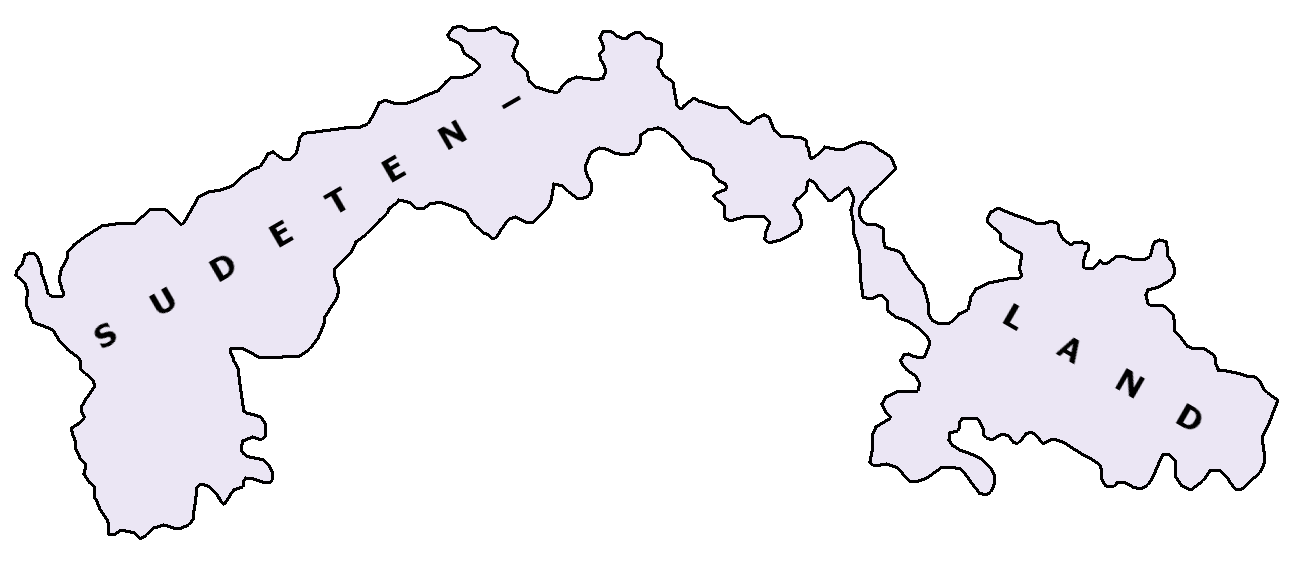
Reichsgau Sudetenland, 1941

Nach dem Ende des Ersten Weltkriegs und der Gründung der Tschechoslowakei setzte sich Sudetendeutsche als Sammelbegriff für die über drei Millionen Deutschen in den böhmischen Ländern durch, die zuvor als Deutschböhmen, -mährer und -schlesier noch keine gemeinsame Identität gehabt hatten. Einer verbreiteten Darstellung zufolge schlug die österreichische Delegation (unter dem Sozialdemokraten Karl Renner) während der Friedensverhandlungen von Saint-Germain 1919 die Bezeichnung „Sudetendeutsche“ für diese Gruppe vor und stieß auf allgemeine Zustimmung, während die Alternativbezeichnung „tschechoslowakische Deutsche“ von den Betroffenen zurückgewiesen wurde. Der tschechoslowakische Jurist Johann Wolfgang Brügel wies diese Darstellung jedoch als Legende zurück und sah darin einen Versuch, den Begriff als „politisch unbedenklich“ zu legitimieren. Als Sudetsky nĕmec oder Sudeťák wurde der Begriff auch ins Tschechische übernommen.
In größerem Stil begann die Verwendung der Bezeichnung „Sudetendeutsche“ in den 1920er und 1930er Jahren. Zum ersten Mal gab es einen einheitlichen Begriff für alle deutschen Bewohner Böhmens und Mährens, was das einheitliche Auftreten der Bevölkerungsgruppe und eine Abgrenzung von der tschechischen Bevölkerung beförderte. Besonders die Gründung der Sudetendeutschen Heimatfront 1933 und die Bezeichnung Reichsgau Sudetenland ab 1938 führten den Begriff zum Durchbruch. Nach der Vertreibung war die unbestrittene Eigen- wie Fremdbezeichnung der deutschen Bevölkerung Böhmens und Mährens in der Bundesrepublik Deutschland „Sudetendeutsche“.
Die deutschsprachigen Juden Böhmens und Mährens wurden in der Regel nicht zu den „Sudetendeutschen“ gezählt. Zudem ist oft unklar, ob „Sudetendeutsche“ nur die Bewohner der zusammenhängenden Siedlungsgebiete mit deutscher Mehrheitsbevölkerung an den nördlichen, westlichen und südlichen Rändern des heutigen Tschechiens – des sogenannten Sudetenlands – oder auch die der deutschen Sprachinseln in den Städten Innerböhmens und -mährens umfassen soll.
Im politischen Diskurs waren die Sudetendeutschen lange Zeit ein wichtiges Thema. So verkündete der bayerische Ministerpräsident Hans Ehard 1954 auf dem Sudetendeutschen Tag in München die Schirmherrschaft des Freistaats Bayern über die Sudetendeutschen. Er erklärte sie darüber hinaus zu einem „vierten Volksstamm Bayerns neben Altbayern, Schwaben und Franken“. Auch die CSU sah sich als „Anwalt der Sudetendeutschen“. Die konservative Ausrichtung und die politischen Forderungen der Sudetendeutschen Landsmannschaft führten dazu, dass der Begriff „Sudetendeutsche“ in der deutschen Öffentlichkeit häufig mit revanchistischen Forderungen in Verbindung gebracht wird.
Aus diesem Grund lehnen viele Nachkommen von Sudetendeutschen diesen Begriff als Eigenbezeichnung ab oder meiden ihn. Nicht wenige „Sudetendeutsche“ wie etwa Peter Glotz bezeichnen sich lieber als Deutschböhmer oder Deutschmährer, was ihnen politisch neutraler erscheint und was besonders in Österreich neben Schlesiern die seit jeher bevorzugte Bezeichnung ist. Auch die meisten Angehörigen der heutigen deutschen Minderheit in Tschechien bezeichnen sich nicht mehr als Sudetendeutsche.

## Geschichte und Gegenwart

### Volksgruppe der Sudetendeutschen

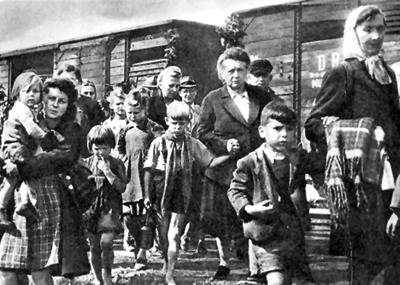
Vertriebene Sudetendeutsche (1945)

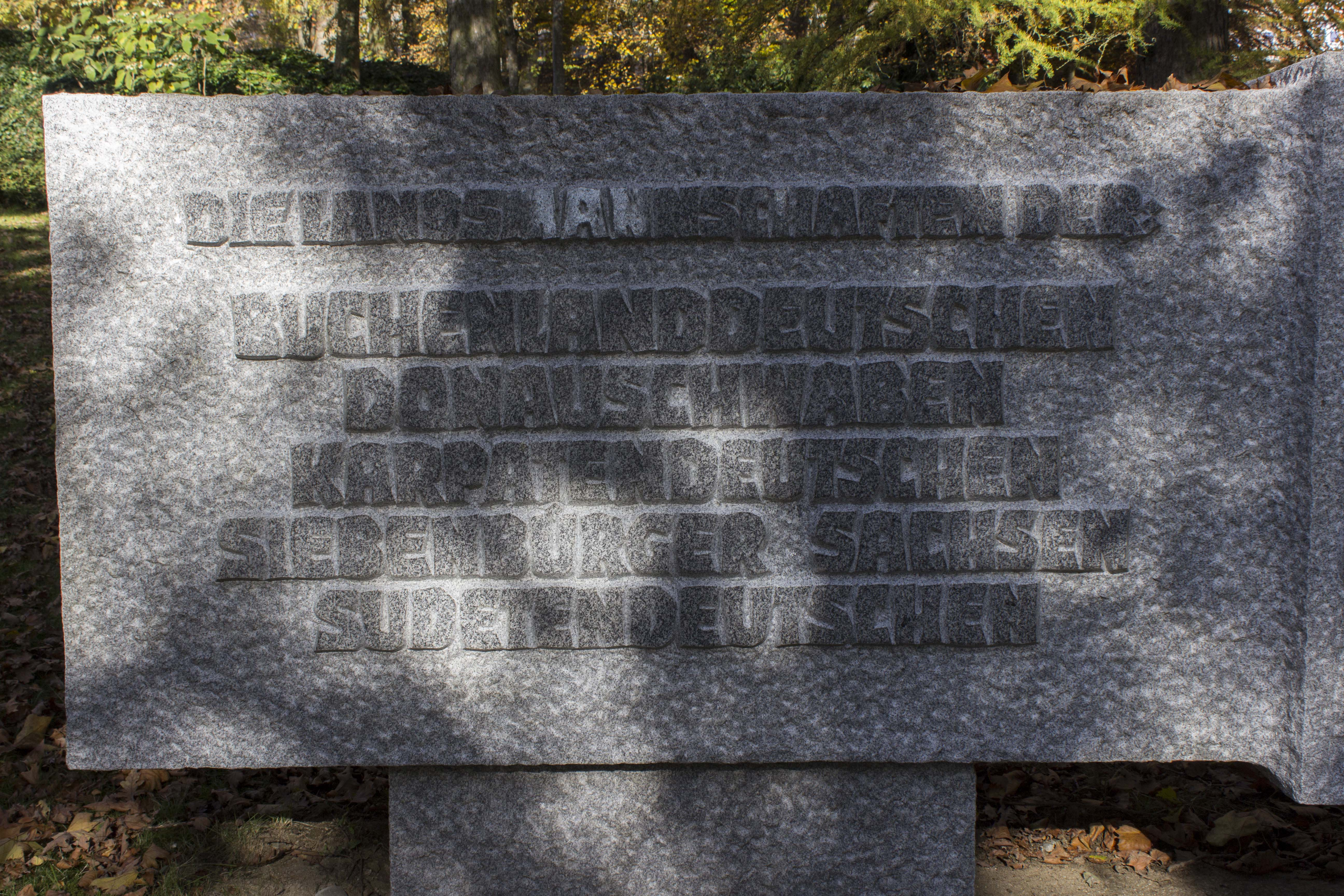
Vertriebenendenkmal in Linz

Die Geschichte der Deutschen in Böhmen, Mähren und Schlesien verlief jahrhundertelang nicht unter dem Begriff „Sudetendeutsche“. Die Konstituierung der Sudetendeutschen als Volksgruppe erfolgte in den zwanziger und dreißiger Jahren unter nationalpolitischen Gesichtspunkten. Die deutschsprachigen Bewohner der neugegründeten Tschechoslowakischen Republik positionierten sich unterschiedlich zum Staat. Die Aktivisten versuchten, diesen mitzugestalten. Die in den dreißiger Jahren insbesondere unter Konrad Henlein dominant werdenden Negativisten boykottierten und hintertrieben den Staat. Seine dem Nationalsozialismus nahestehende Sudetendeutsche Heimatfront, später Sudetendeutsche Partei, prägte den politischen Diskurs durch Anschlussforderungen an das Deutsche Reich (Appell „Heim ins Reich“).
Infolge des Münchner Abkommens vom 29. September 1938 wurden die sudetendeutschen Gebiete vom Deutschen Reich annektiert und den Sudetendeutschen die deutsche Reichsangehörigkeit zuerkannt. Unter den ursprünglich tschechoslowakischen Staatsbürgern waren viele Sozialdemokraten, andere Regimegegner und Juden, die verhaftet, interniert, misshandelt und ermordet wurden oder davor fliehen mussten. Zigtausende tschechische Bewohner der Gebiete sahen sich gezwungen, diese zu verlassen. Die beabsichtigte Trennung von Deutschen und Tschechen scheiterte, denn die neuen Grenzen des Deutschen Reiches umfassten auch Siedlungsgebiete mit tschechischer Bevölkerungsmehrheit, z. B. das Gebiet rund um Hohenstadt oder die Industriestadt Nesselsdorf. Die Gesellschaft der Sudetendeutschen wurde unter den Nationalsozialisten wie das Deutsche Reich gleichgeschaltet und umgebaut. Tschechen wurden unterdrückt und häufig zu Zwangsarbeit gezwungen. Sudetendeutsche beteiligten sich am Holocaust, an der Ermordung von Sinti und Roma und weiteren Verbrechen des NS-Regimes. In den letzten Tagen des Krieges verübten die verbliebenen SS-Einheiten noch zahlreiche Gräueltaten. Unter anderem löste dies am 5. Mai 1945, drei Tage vor Kriegsende, den Prager Aufstand aus, dem Angehörige der Wehrmacht und SS, aber auch zahlreiche deutsche Zivilisten zum Opfer fielen. So schreibt Peter Glotz in seinem Buch Die Vertreibung: „Dies alles erklärt die entfesselte Orgie gegen alles, was nicht tschechisch war, übrigens auch gegen unbestreitbare Antinazis.“
Während und nach der Einnahme durch amerikanische und sowjetische Truppen flüchteten viele Sudetendeutsche und es erfolgten „spontane Vertreibungen“ Deutscher aus dem Gebiet der ehemaligen Tschechoslowakei. Im Mai propagierte Edvard Beneš die Notwendigkeit der Entfernung der Deutschen und stieß damit eine Folge oft blutiger „wilder Vertreibungen“ an, durch die bis zu 800.000 Menschen ihre Heimat verloren. Durch das Beneš-Dekret 108 wurde der gesamte deutsche Besitz konfisziert. Im Jahr 1946 wurden weitere ca. 2.256.000 Menschen offiziell ausgesiedelt. Lediglich einige benötigte Facharbeiter sowie Gegner und Verfolgte des NS-Regimes durften oder mussten bleiben. Aufnahmeländer waren die spätere Bundesrepublik Deutschland, hier insbesondere Bayern und Hessen, die spätere Deutsche Demokratische Republik, hier besonders Sachsen-Anhalt und Thüringen, und in geringem Umfang auch Österreich. Die Eingliederung dieser neuen großen Bevölkerungsgruppe verlief nicht reibungslos und war eine große Herausforderung für Sudetendeutsche wie Zielländer. Spätestens in den siebziger Jahren gab es allerdings einen Trend zur Assimilation an die Mehrheitsbevölkerung. Hauptsächlich konservative sudetendeutsche Kreise in Deutschland organisierten sich in der Sudetendeutschen Landsmannschaft, die gegen viele Widerstände die Alleinvertretung der Sudetendeutschen beanspruchte und beansprucht. Viele Sudetendeutsche und deren Nachkommen sind allerdings nicht oder in anderen Verbänden organisiert und stehen der Landsmannschaft und ihrer negativen Außenwirkung reserviert gegenüber. Ein kleiner Teil der Sudetendeutschen verblieb in der Tschechoslowakei und versteht sich heute als deutsche Minderheit in Tschechien.
Das Sudetendeutsche Wörterbuch erfasst die sudetendeutschen Mundarten in Böhmen, Mähren und Mährisch-Schlesien und ist eines der sog. großlandschaftlichen Wörterbücher des Deutschen.
Es wurde offiziell 1957 in Gießen ins Leben gerufen, geht jedoch auf Vorarbeiten in den 1940er Jahren an der Karls-Universität Prag zurück. Die erste Lieferung erschien 1982, der erste Band 1988. 2018 wurde der fünfte Band abgeschlossen. Herausgeberin des Wörterbuchs ist das Collegium Carolinum in München.
Das Sudetendeutsche Museum in München erzählt die Geschichte der Deutschen in Böhmen, Mähren und Sudetenschlesien. Es vermittelt eine Vorstellung von der kulturellen, religiösen und wirtschaftlichen Lebenswelt vor 1945. Die Ausstellung thematisiert die politischen und sozialen Entwicklungen bis hin zur Katastrophe von Krieg und Vertreibung, schildert aber auch den mühsamen Neubeginn und die Integration. Die Dauerausstellung spannt einen Bogen über mehr als 1000 Jahre Geschichte, dargestellt in rund 900 Objekten auf 1200 Quadratmetern Ausstellungsfläche.

### Widerstand gegen die Nationalsozialisten
Auch unter Sudetendeutschen gab es Widerstand gegen den Nationalsozialismus. Die Tschechische Akademie der Wissenschaften in Prag betreibt dazu im Auftrag der tschechischen Regierung ein Forschungsprogramm. Der in Fragen der Sudetendeutschen fachkundige Publizist Leopold Grünwald benennt eine relativ große Zahl der Opfer. Aus einer (unvollständigen) Liste hingerichteter Angehöriger der sudetendeutschen Volksgruppe lassen sich mehr als eintausend Namen entnehmen, weitere über 4000 Namen befinden sich in Listen der Inhaftierten und KZ-Häftlinge.

### Bevölkerungsstatistik 1910, 1921 und 1930
| Umgangssprache (1910) bzw. Volkszugehörigkeit (1921 und 1930) | 1910      | 1921      | 1930       |
| ------------------------------------------------------------- | --------- | --------- | ---------- |
| Tschechen                                                     | 6.332.690 | 6.727.408 | 7.264.848  |
| Deutsche                                                      | 3.489.711 | 2.937.208 | 3.070.938  |
| Polen                                                         | 158.392   | 73.020    | 80.645     |
| Slowaken                                                      | –         | 15.630    | 44.052     |
| Nationaljuden                                                 | –         | 30.267    | 30.002     |
| Russen                                                        | 1.717     | 3.321     | 11.174     |
| Magyaren                                                      | 101       | 6.104     | 10.463     |
| Andere                                                        | 1.659     | 2.671     | 4.125      |
| Staatsfremde                                                  | 87.162    | –         | 158.139    |
| Gesamt                                                        | 9.984.270 | 9.795.629 | 10.674.386 |

(Quelle: Statistisches Jahrbuch der Tschechoslowakischen Republik 1935)